# Mahakala (Dinosaurier)
 Mahakala  ist eine Gattung theropoder Dinosaurier aus der Gruppe der Dromaeosauridae. Bisher ist lediglich ein fragmentarisches Skelett bekannt, das in der Wüste Gobi in der Mongolei entdeckt wurde und etwa 80 Millionen Jahre alt ist (Oberkreide, Campanium). Die einzige Art, Mahakala omnogovae, wurde 2007 von Turner et al. beschrieben. Mahakala war mit etwa 70 cm Länge ein sehr kleiner und basaler (ursprünglicher) Vertreter der Dromaeosauridae.

## Merkmale
Mahakala war ein sehr kleiner Theropode – so ist der Oberschenkelknochen (Femur), der für Größenschätzungen besonders wichtig ist, nur 80 mm lang. Das Lebensgewicht des Tieres wird auf ca. 700 g geschätzt. Trotz der geringen Größe starb das gefundene Exemplar im jungen Erwachsenenalter, worauf der Verschmelzungsgrad der Wirbel, des Sprunggelenks, des Hirnschädels sowie histologische Analysen hindeuten. Der Schwanz war sehr lang, ähnlich wie bei basalen Vögeln, basalen Troodontiden und anderen Dromaeosauriden. Mahakala besaß wahrscheinlich proportional große Augen – ähnlich wie Troodontiden, aber anders als andere Dromaeosauriden. Als ein Dromaeosauride zeigte Mahakala die typische vergrößerte, sichelförmige Klaue am zweiten Zeh.
Es wurden drei Merkmale beschrieben, an denen sich die Gattung eindeutig von anderen Gattungen abgrenzen lässt (Autapomorphien): So war die Elle (Ulna) stark zusammengepresst, entlang der Körperachse breit und spitzte sich nach vorne in einer dünnen Kante zu. Der Oberschenkelknochen zeigte einen verlängerten lateralen Kamm im posterodistalen Bereich. Des Weiteren zeigten die hinteren Schwanzwirbel subhorizontale, seitlich ausgerichtete Präzygapophysen (Verbindungselemente der Wirbel).

## Systematik
Phylogenetische Untersuchungen von Turner et al. zeigen, dass es sich bei Mahakala um einen basalen (ursprünglichen) Dromaeosauriden handelte. So zeigt diese Gattung Merkmale, die sich auch bei frühen Vögeln und Troodontiden finden, jedoch bei anderen Dromaeosauriden fehlen. Mahakala war ähnlich klein wie der basale Vogel Archaeopteryx, der basale Oviraptorosaurier Caudipteryx oder der basale Troodontide Mei. Daraus schließen die Forscher, dass eine geringe Körpergröße nicht erst von den Vögeln ausgebildet wurde, sondern dass bereits die gemeinsamen Vorfahren der Deinonychosauria und der Vögel klein waren. Der gemeinsame Vorfahre aller Paraves (Deinonychosauria und Vögel) hatte den Forschern zufolge wahrscheinlich eine Länge von etwa 65 cm und ein Gewicht von 600 bis 700 g. In der Evolution der Deinonychosauria hat sich in verschiedenen Abstammungslinien aber mehrmals ein radikales Größenwachstum um bis zu drei Größenordnungen ereignet. In der im Dezember 2017 erschienenen Erstbeschreibung von Halszkaraptor wurde Mahakala zusammen mit diesem und Hulsanpes in die neu eingeführte Unterfamilie Halszkaraptorinae gestellt.

## Fund und Namensgebung
Der einzige Fund (Holotyp, Exemplarnummer IGM 100/1033) besteht aus einem fragmentarischen Schädel mit Postkranium und wurde in Tugrugyin Shireh im mongolischen Aimag Ömnö-Gobi entdeckt. Heute werden die Überreste im Mongolian Institute of Geology in der mongolischen Hauptstadt Ulan Bator aufbewahrt. Stratigraphisch stammt der Fund aus dem Tugrugyin-Schichtglied der Djadokhta-Formation (Campanium).
Der Gattungsname stammt aus dem Sanskrit und ist nach Mahakala bekannt, einer der acht Schutzgottheiten der Lehre Buddhas (Dharmapala) im tibetischen Buddhismus. Das Artepitheth omnogovae verweist auf den Fundort in der südlichen Wüste Gobi.